# Église Sainte-Marguerite de Kopčani
Pour les articles homonymes, voir Église Sainte-Marguerite.
L'église Sainte-Marguerite est une église consacrée à Marguerite d'Antioche et située près de Kopčany, en Slovaquie.
Faisant partie des églises les plus anciennes de Slovaquie, elle est liée historiquement à la Grande-Moravie. L'église a été construite probablement au IXe siècle ou au Xe siècle et a été mentionnée pour la première fois en 1329. Elle a été utilisée jusqu'au XVIIIe siècle, lorsqu'une nouvelle église a été construite dans le village de Kopčany.

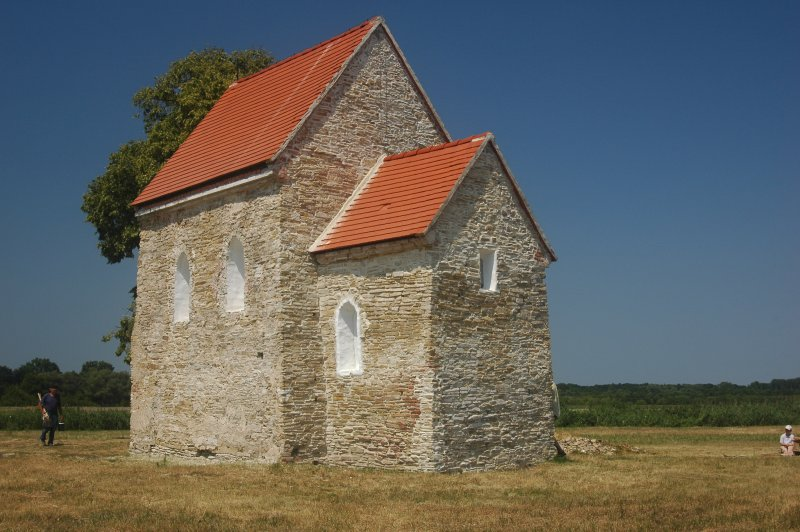
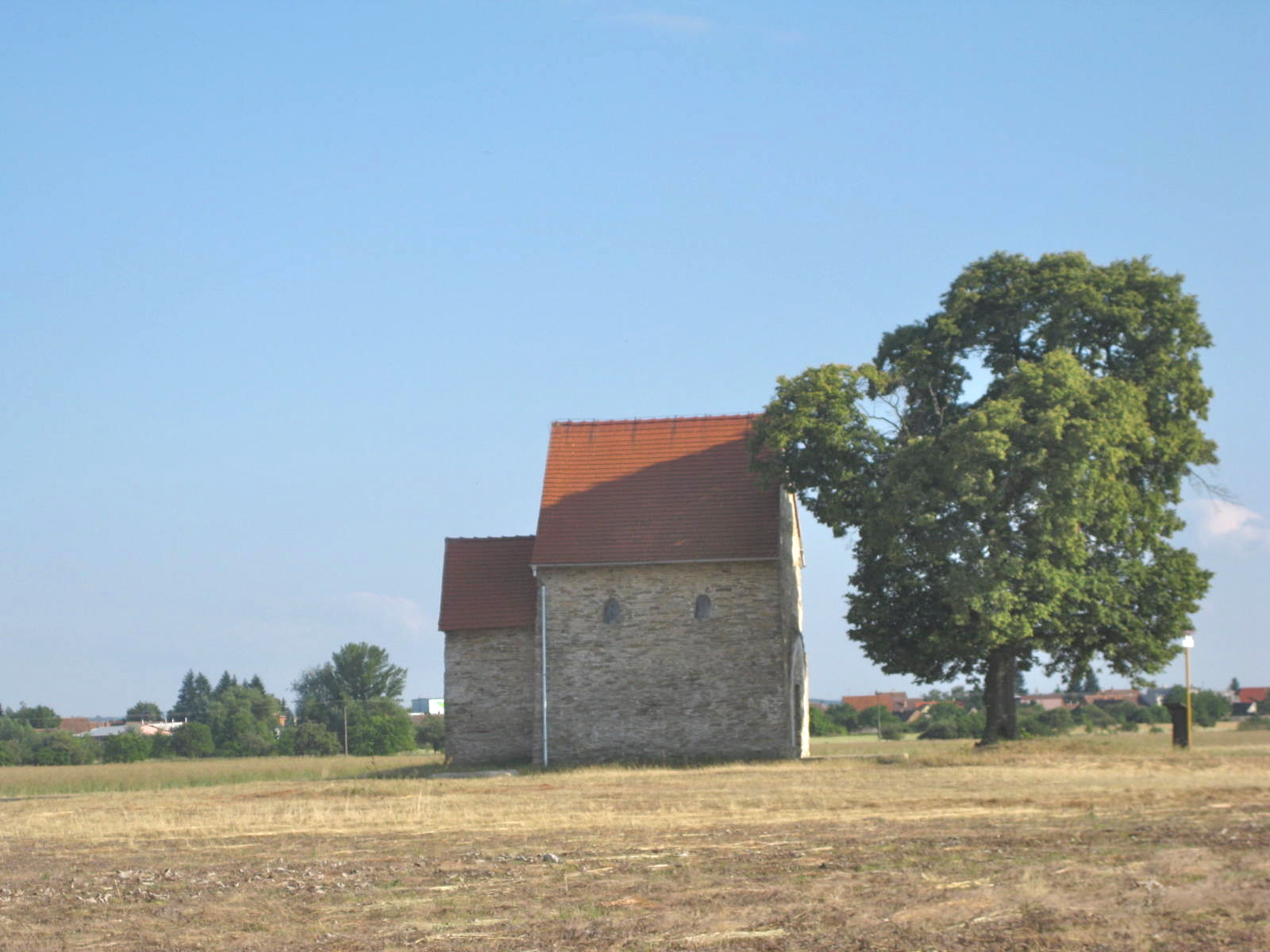
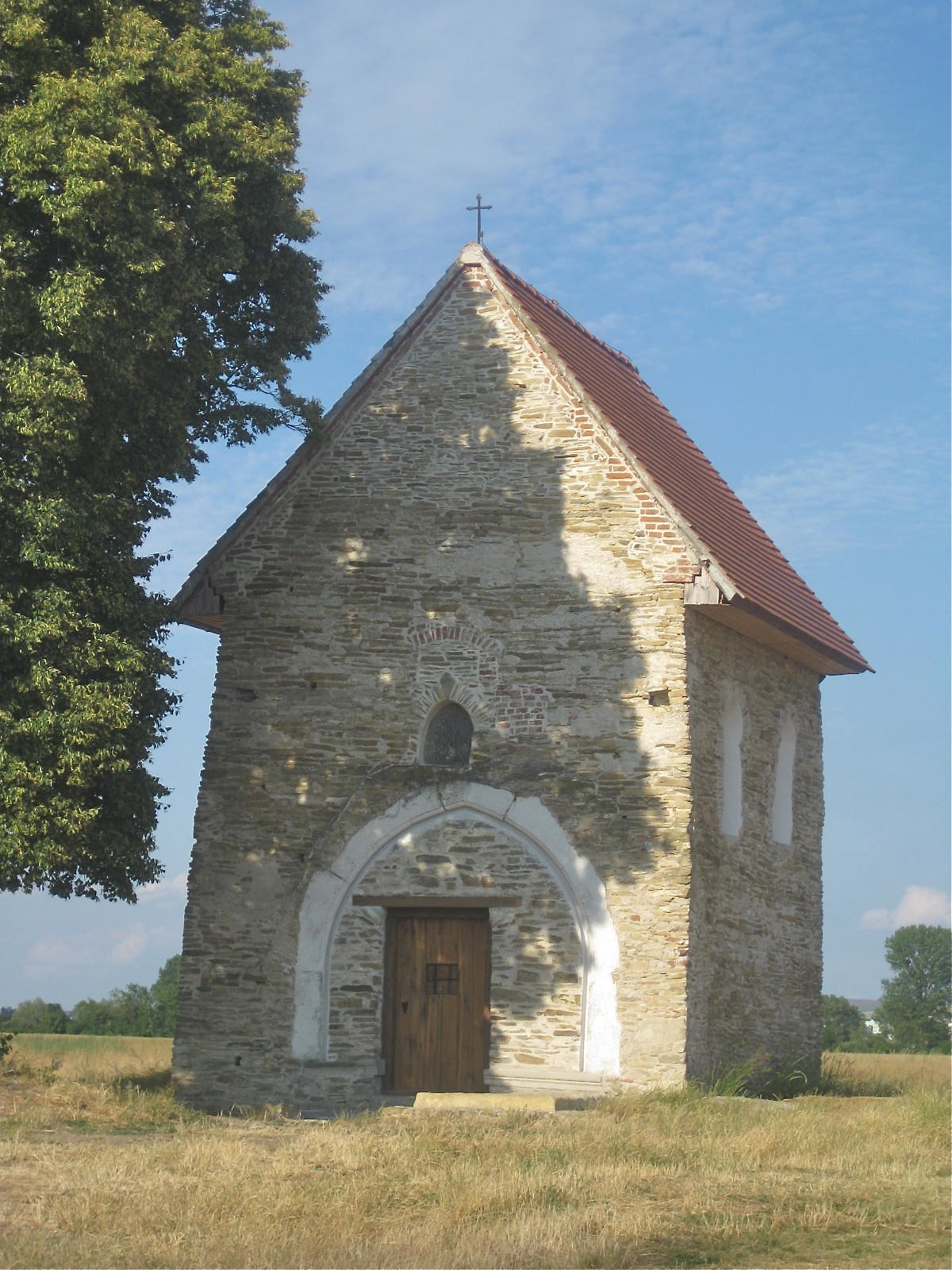
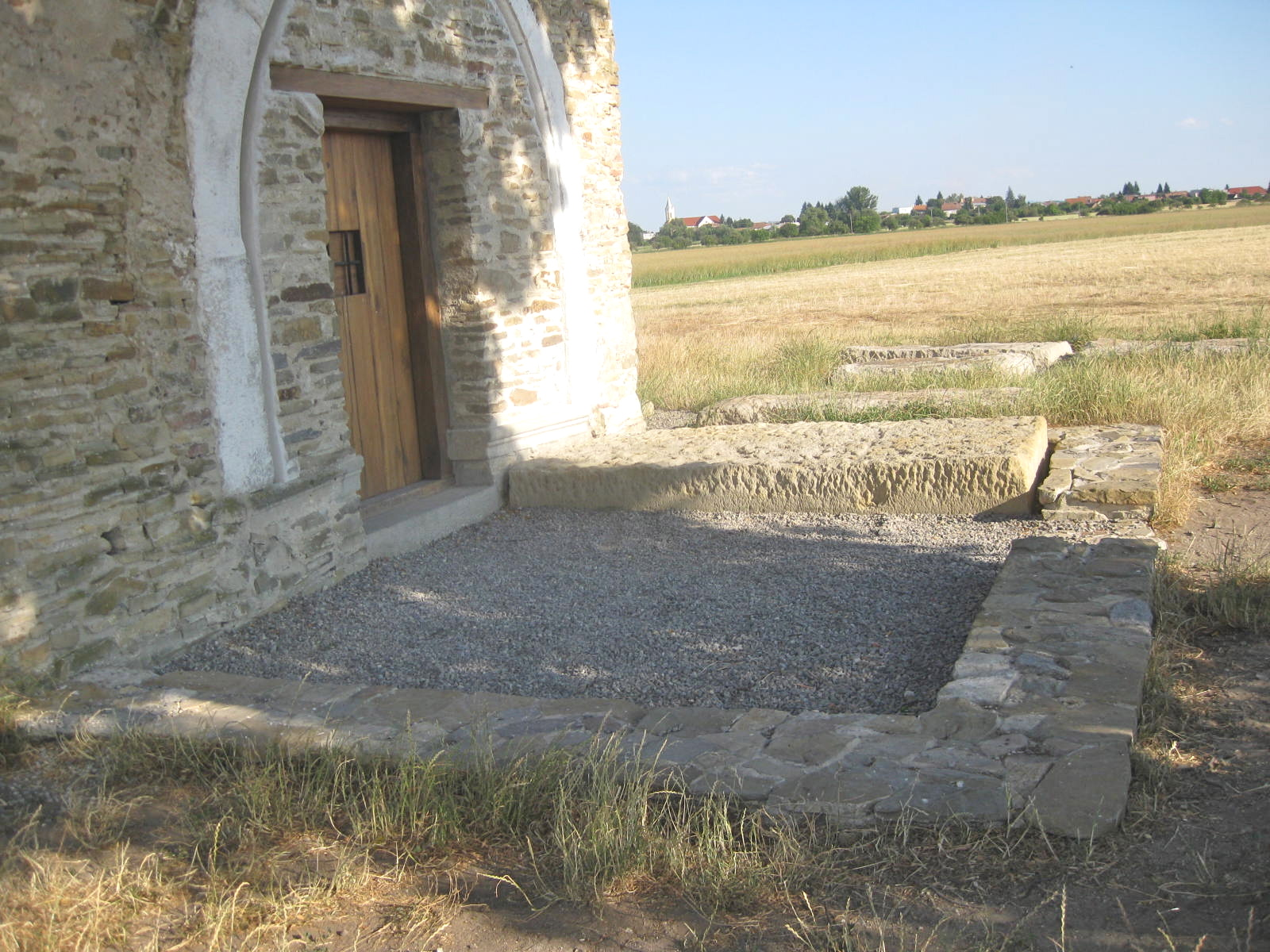